# Élections régionales de 2015 à l'Oriental

Carte de la région.

Les élections régionales en Oriental se déroulent le 4 septembre 2015.

## Résultats

### Global
|                          | Parti authenticité et modernité         | 121 993   | 23,56 | 16 |  |  |  |
|                          | Parti de la justice et du développement | 86 145    | 16,64 | 9  |  |  |  |
|                          | Parti de l'Istiqlal                     | 71 555    | 13,82 | 9  |  |  |  |
|                          | Mouvement populaire                     | 69 536    | 13,43 | 5  |  |  |  |
|                          | Rassemblement national des indépendants | 62 222    | 12,02 | 4  |  |  |  |
|                          | Union socialiste des forces populaires  | 33 948    | 6,56  | 4  |  |  |  |
|                          | Al Ahd Addimocrati                      | 17 704    | 3,42  | 2  |  |  |  |
|                          | Parti du progrès et du socialisme       | 17 321    | 3,35  | 0  |  |  |  |
|                          | Union constitutionnelle                 | 15 617    | 3,02  | 2  |  |  |  |
|                          | Fédération de la gauche démocratique    | 6 301     | 1,22  |    |  |  |  |
|                          | Parti de la renaissance et de la vertu  | 5 823     | 1,12  |    |  |  |  |
|                          | Front des forces démocratiques          | 3 918     | 0,76  |    |  |  |  |
|                          | Parti de l'unité et de la démocratie    | 2 881     | 0,56  |    |  |  |  |
|                          | Parti de l'Espoir                       | 943       | 0,18  |    |  |  |  |
|                          | Parti de la réforme et du développement | 693       | 0,13  |    |  |  |  |
|                          | Parti marocain libéral                  | 346       | 0,07  |    |  |  |  |
|                          | Parti du centre social                  | 344       | 0,07  |    |  |  |  |
|                          | Parti des Néo-Démocrates                | 342       | 0,07  |    |  |  |  |
|                          | Parti travailliste                      | 56        | 0,01  |    |  |  |  |
|                          |                                         |           |       |    |  |  |  |
| Total                    | Total                                   | 1 021 887 | 100   | 51 |  |  |  |
| Abstentions              | Abstentions                             | 504 199   | 49,44 |    |  |  |  |
| Inscrits / Participation | Inscrits / Participation                | 517 688   | 50,66 |    |  |  |  |

### Par préfecture et province

#### Berkane
| Parti       | Parti                                         | Suffrage | Suffrage | Sièges | Sièges |
| Parti       | Parti                                         | #        | %        | #      | %      |
| ----------- | --------------------------------------------- | -------- | -------- | ------ | ------ |
|             | Parti authenticité et modernité (PAM)         | 15 094   | 21,91    | 2      | 33,33  |
|             | Parti de la justice et du développement (PJD) | 12 579   | 18,27    | 2      | 33,33  |
|             | Parti de l'Istiqlal (PI)                      | 12 065   | 17,52    | 1      | 16,66  |
|             | Mouvement populaire (MP)                      | 7 524    | 10,93    | 1      | 16,66  |
|             | Rassemblement national des indépendants (RNI) | 6 697    | 9,73     |        |        |
|             | Union socialiste des forces populaires (USFP) | 4 023    | 5,84     |        |        |
|             | Parti du progrès et du socialisme (PPS)       | 3 542    | 5,14     |        |        |
|             | Union constitutionnelle (UC)                  | 3 396    | 4,93     |        |        |
|             | Front des forces démocratiques (FFD)          | 3 165    | 4,60     |        |        |
|             | Parti de la renaissance et de la vertu (PRV)  | 398      | 0,58     |        |        |
|             | Parti de la réforme et du développement (PRD) | 322      | 0,47     |        |        |
|             | Parti travailliste (PT)                       | 56       | 0,08     |        |        |
|             |                                               |          |          |        |        |
| Inscrits    | Inscrits                                      | 127 214  | 100,00   |        |        |
| Abstentions | Abstentions                                   | 58 353   | 45,87    |        |        |
| Exprimés    | Exprimés                                      | 68 861   | 54,13    |        |        |

#### Driouch
| Parti       | Parti                                         | Suffrage | Suffrage | Sièges | Sièges |
| Parti       | Parti                                         | #        | %        | #      | %      |
| ----------- | --------------------------------------------- | -------- | -------- | ------ | ------ |
|             | Parti authenticité et modernité (PAM)         | 16 083   | 23,36    | 2      | 40,00  |
|             | Al Ahd Addimocrati (AHD)                      | 15 661   | 22,74    | 2      | 40,00  |
|             | Mouvement populaire (MP)                      | 12 978   | 18,85    | 1      | 20,00  |
|             | Rassemblement national des indépendants (RNI) | 9 463    | 13,74    |        |        |
|             | Parti de la justice et du développement (PJD) | 3 244    | 4,71     |        |        |
|             | Parti de l'Istiqlal (PI)                      | 1 211    | 1,76     |        |        |
|             |                                               |          |          |        |        |
| Inscrits    | Inscrits                                      | 104 193  | 100,00   |        |        |
| Abstentions | Abstentions                                   | 45 553   | 43,72    |        |        |
| Exprimés    | Exprimés                                      | 58 640   | 56,28    |        |        |

#### Figuig
| Parti       | Parti                                         | Suffrage | Suffrage | Sièges | Sièges |
| Parti       | Parti                                         | #        | %        | #      | %      |
| ----------- | --------------------------------------------- | -------- | -------- | ------ | ------ |
|             | Parti de l'Istiqlal (PI)                      | 9 954    | 14,45    | 2      | 40,00  |
|             | Rassemblement national des indépendants (RNI) | 7 444    | 10,81    | 2      | 40,00  |
|             | Parti authenticité et modernité (PAM)         | 7 115    | 10,33    | 1      | 20,00  |
|             | Mouvement populaire (MP)                      | 6 880    | 9,99     |        |        |
|             | Fédération de la gauche démocratique (FGD)    | 4 825    | 7,01     |        |        |
|             | Parti de la justice et du développement (PJD) | 3 772    | 5,48     |        |        |
|             | Parti du progrès et du socialisme (PPS)       | 3 124    | 4,54     |        |        |
|             | Union socialiste des forces populaires (USFP) | 2 578    | 3,74     |        |        |
|             |                                               |          |          |        |        |
| Inscrits    | Inscrits                                      | 70 112   | 100,00   |        |        |
| Abstentions | Abstentions                                   | 24 420   | 34,83    |        |        |
| Exprimés    | Exprimés                                      | 45 692   | 65,17    |        |        |

#### Guercif
| Parti       | Parti                                         | Suffrage | Suffrage | Sièges | Sièges |
| Parti       | Parti                                         | #        | %        | #      | %      |
| ----------- | --------------------------------------------- | -------- | -------- | ------ | ------ |
|             | Parti de la justice et du développement (PJD) | 13 539   | 19,66    | 2      | 40,00  |
|             | Parti authenticité et modernité (PAM)         | 10 119   | 14,69    | 2      | 40,00  |
|             | Union socialiste des forces populaires (USFP) | 7 039    | 10,22    | 1      | 20,00  |
|             | Parti de l'Istiqlal (PI)                      | 6 891    | 10,01    |        |        |
|             | Mouvement populaire (MP)                      | 5 861    | 8,51     |        |        |
|             | Parti du progrès et du socialisme (PPS)       | 1 872    | 2,72     |        |        |
|             | Rassemblement national des indépendants (RNI) | 1 533    | 2,23     |        |        |
|             | Parti de la renaissance et de la vertu (PRV)  | 873      | 1,27     |        |        |
|             | Parti de l'unité et de la démocratie (PUD)    | 719      | 1,04     |        |        |
|             | Parti du centre social (PCS)                  | 344      | 0,50     |        |        |
|             |                                               |          |          |        |        |
| Inscrits    | Inscrits                                      | 88 100   | 100,00   |        |        |
| Abstentions | Abstentions                                   | 39 310   | 44,62    |        |        |
| Exprimés    | Exprimés                                      | 48 790   | 55,38    |        |        |

#### Jerada
| Parti       | Parti                                         | Suffrage | Suffrage | Sièges | Sièges |
| Parti       | Parti                                         | #        | %        | #      | %      |
| ----------- | --------------------------------------------- | -------- | -------- | ------ | ------ |
|             | Parti authenticité et modernité (PAM)         | 9 487    | 13,78    | 2      | 40,00  |
|             | Union socialiste des forces populaires (USFP) | 6 818    | 9,90     | 2      | 40,00  |
|             | Parti de l'Istiqlal (PI)                      | 6 556    | 9,52     | 1      | 20,00  |
|             | Parti de la justice et du développement (PJD) | 5 396    | 7,83     |        |        |
|             | Union constitutionnelle (UC)                  | 2 199    | 3,19     |        |        |
|             | Mouvement populaire (MP)                      | 2 046    | 2,97     |        |        |
|             | Parti du progrès et du socialisme (PPS)       | 1 533    | 2,23     |        |        |
|             | Rassemblement national des indépendants (RNI) | 784      | 1,14     |        |        |
|             | Fédération de la gauche démocratique (FGD)    | 484      | 0,70     |        |        |
|             | Parti marocain libéral (PML)                  | 346      | 0,50     |        |        |
|             |                                               |          |          |        |        |
| Inscrits    | Inscrits                                      | 59 844   | 100,00   |        |        |
| Abstentions | Abstentions                                   | 24 195   | 34,83    |        |        |
| Exprimés    | Exprimés                                      | 35 649   | 65,17    |        |        |

#### Nador
| Parti       | Parti                                         | Suffrage | Suffrage | Sièges | Sièges |
| Parti       | Parti                                         | #        | %        | #      | %      |
| ----------- | --------------------------------------------- | -------- | -------- | ------ | ------ |
|             | Mouvement populaire (MP)                      | 23 028   | 33,44    | 2      | 20,00  |
|             | Rassemblement national des indépendants (RNI) | 22 170   | 32,18    | 2      | 20,00  |
|             | Parti authenticité et modernité (PAM)         | 20 899   | 30,35    | 2      | 20,00  |
|             | Parti de l'Istiqlal (PI)                      | 18 217   | 26,45    | 2      | 20,00  |
|             | Parti de la justice et du développement (PJD) | 15 788   | 22,93    | 1      | 10,00  |
|             | Union socialiste des forces populaires (USFP) | 9 078    | 13,18    | 1      | 10,00  |
|             | Parti de la renaissance et de la vertu (PRV)  | 4 152    | 6,03     |        |        |
|             | Parti du progrès et du socialisme (PPS)       | 3 382    | 4,91     |        |        |
|             | Parti de l'unité et de la démocratie (PUD)    | 1 836    | 2,67     |        |        |
|             | Al Ahd Addimocrati                            | 1 731    | 2,51     |        |        |
|             | Parti de l'Espoir                             | 943      | 1,37     |        |        |
|             | Front des forces démocratiques                | 753      | 1,09     |        |        |
|             | Union constitutionnelle                       | 326      | 0,47     |        |        |
|             |                                               |          |          |        |        |
| Inscrits    | Inscrits                                      | 238 361  | 100,00   |        |        |
| Abstentions | Abstentions                                   | 116 058  | 48,69    |        |        |
| Exprimés    | Exprimés                                      | 122 303  | 51,31    |        |        |

#### Oujda-Angad
| Parti       | Parti                                         | Suffrage | Suffrage | Sièges | Sièges |
| Parti       | Parti                                         | #        | %        | #      | %      |
| ----------- | --------------------------------------------- | -------- | -------- | ------ | ------ |
|             | Parti authenticité et modernité (PAM)         | 34 293   | 49,80    | 5      | 50,00  |
|             | Parti de la justice et du développement (PJD) | 25 732   | 37,37    | 4      | 40,00  |
|             | Parti de l'Istiqlal (PI)                      | 7 187    | 10,44    | 1      | 10,00  |
|             | Rassemblement national des indépendants (RNI) | 5 207    | 7,56     |        |        |
|             | Mouvement populaire (MP)                      | 2 179    | 3,16     |        |        |
|             | Parti du progrès et du socialisme (PPS)       | 1 697    | 2,46     |        |        |
|             | Union socialiste des forces populaires (USFP) | 1 578    | 2,29     |        |        |
|             | Parti de la renaissance et de la vertu (PRV)  | 400      | 0,58     |        |        |
|             | Parti de la réforme et du développement (PRD) | 371      | 0,54     |        |        |
|             | Al Ahd Addimocrati (AHD)                      | 312      | 0,45     |        |        |
|             |                                               |          |          |        |        |
| Inscrits    | Inscrits                                      | 224 690  | 100,00   |        |        |
| Abstentions | Abstentions                                   | 145 739  | 64,86    |        |        |
| Exprimés    | Exprimés                                      | 78 956   | 35,14    |        |        |

#### Taourirt
| Parti       | Parti                                         | Suffrage | Suffrage | Sièges | Sièges |
| Parti       | Parti                                         | #        | %        | #      | %      |
| ----------- | --------------------------------------------- | -------- | -------- | ------ | ------ |
|             | Union constitutionnelle (UC)                  | 9 696    | 14,08    | 2      | 40,00  |
|             | Parti de l'Istiqlal (PI)                      | 9 474    | 13,76    | 2      | 40,00  |
|             | Mouvement populaire (MP)                      | 9 040    | 13,13    | 1      | 20,00  |
|             | Rassemblement national des indépendants (RNI) | 8 924    | 12,96    |        |        |
|             | Parti authenticité et modernité (PAM)         | 8 903    | 12,93    |        |        |
|             | Parti de la justice et du développement (PJD) | 6 095    | 8,85     |        |        |
|             | Union socialiste des forces populaires (USFP) | 2 870    | 4,17     |        |        |
|             | Parti du progrès et du socialisme (PPS)       | 2 171    | 3,15     |        |        |
|             | Fédération de la gauche démocratique (FGD)    | 992      | 1,44     |        |        |
|             | Parti des Néo-Démocrates (PND)                | 342      | 0,50     |        |        |
|             | Parti de l'unité et de la démocratie (PUD)    | 326      | 0,47     |        |        |
|             |                                               |          |          |        |        |
| Inscrits    | Inscrits                                      | 88 100   | 100,00   |        |        |
| Abstentions | Abstentions                                   | 39 310   | 44,62    |        |        |
| Exprimés    | Exprimés                                      | 48 790   | 55,38    |        |        |

### Répartition des sièges
| Parti | Parti | Driouch | Nador | Berkane | Taourirt | Jerada | Guercif | Figuig | Oujda-Angad | Total |
| ----- | ----- | ------- | ----- | ------- | -------- | ------ | ------- | ------ | ----------- | ----- |
|       | PAM   | 2       | 2     | 2       |          | 2      | 2       | 1      | 5           | 16    |
|       | PJD   |         | 1     | 2       |          |        | 2       |        | 4           | 9     |
|       | PI    |         | 2     | 1       | 2        | 1      |         | 2      | 1           | 9     |
|       | MP    | 1       | 2     | 1       | 1        |        |         |        |             | 5     |
|       | RNI   |         | 2     |         |          |        |         | 2      |             | 4     |
|       | USFP  |         | 1     |         |          | 2      | 1       |        |             | 4     |
|       | AHD   | 2       |       |         |          |        |         |        |             | 2     |
|       | UC    |         | 2     |         |          |        |         |        |             | 2     |